# Analong
Analong chuanjieensis is een plantenetende sauropode dinosauriër, behorende tot de Eusauropoda, die tijdens de middelste Jura leefde in het gebied van het huidige China.

## Vondst en naamgeving
In 1995 vond paleontoloog Wang Tao van het Lufeng Dinosaur Museum bij het dorp A'na, deel van het stadje Chuanjie in de prefectuur Lufeng in de provincie Yunnan, een locatie met twee enorme sauropode skeletten. Die begon hij langzaam bloot te leggen, er een eenvoudig huisje over heen bouwend om ze tegen de elementen te beschermen. De fossielen waren erg indrukwekkend en het werd besloten ze in de grond te laten zitten en er een moderne tentoonstellingsruimte rond op te trekken, de Dinosaur World Valley die in 2008 geopend werd.
De vondsten werden in 2000 door Fang Xiaosi e.a. benoemd en kort beschreven als het geslacht Chuanjiesaurus, zonder dat tussen de skeletten een duidelijk onderscheid werd gemaakt. In 2011 werd een meer gedetailleerde beschrijving gegeven door de Japanner Toru Sekiya. Sekiya wees een typespecimen aan en wees daarnaast het tweede grote skelet, specimen LCD9701-I, aan Chuanjiesaurus toe. Een vervolgstudie kwam echter tot de conclusie dat dit tweede skelet een ander taxon vertegenwoordigt.
In 2020 werd de typesoort Analong chuanjieensis benoemd en beschreven door Ren Xinxin, Toru Sekiya, Wang Tao, Yang Zhiwen en You Hailu. De geslachtsnaam verbindt een verwijzing naar A'na met het Chinees long, "draak". De soortaanduiding verwijst naar de herkomst bij Chuanjie.
Het holotype, LFGT LCD9701-1, eerder LCD9701-I waarbij de "I" gebruikt werd als een Romeinse 1, is gevonden in een laag moddergesteente van de onderste Chuanjieformatie die vermoedelijk stamt uit het Bajocien. Het betreft een skelet zonder schedel. Het omvat een reeks van elf halswervels, de acht achterste ruggenwervels, vier of vijf sacrale wervels, een reeks van vierentwintig staartwervels, zeven chevrons, ribben, de linkervoorpoot zonder vingers, het linkerdarmbeen, beide schaambeenderen en een linkerdijbeen. In 2020 bevond het skelet zich nog steeds half in de grond.

## Beschrijving

### Grootte en onderscheidende kenmerken
Analong is een grote sauropode waarvan de lengte aangegeven werd als tegen de twintig meter.
De beschrijvers gaven enkele onderscheidende kenmerken aan. Sommige daarvan zijn autapomorfieën, unieke afgeleide eigenschappen. In de staart lopen de zijuitsteeksels door tot de tiende wervel. In het bovenvlak van de ellepijp maakt het coronoïde uitsteeksel een hoek van 45° met de voorkant. De bovenzijde van het tweede middenhandsbeen heeft maar 7% van de lengte van het spaakbeen, de laagste waarde onder de Mamenchisauridae. Bij het schaambeen is de breedte onderaan gelijk aan 40% van de totale lengte, de hoogste waarde onder de mamenchisauriden.
Daarnaast is er een unieke combinatie van op zich niet unieke kenmerken. Bij de voorste staartwervels is het achterste gewrichtsfacet maar licht bol. De middelste staartwervels hebben gevorkte chevrons. In het bovenvlak van de ellepijp is het coronoïde uitsteeksel ongeveer even lang als het uitsteeksel van de voorkant.
Veel aandacht werd besteed aan de verschillen met Chuanjiesaurus. Bij die laatste lopen de zijuitsteeksels door tot de vijftiende staartwervel. De voorste staartwervels hebben een zeer bol achterste gewrichtsfacet. Het coronoïde uitsteeksel van de ellepijp is veel langer. In het bovenvlak van de ellepijp maakt het coronoïde uitsteeksel een hoek van 60° met de voorkant. 
De eerste staartwervel is bij Analong veel langgerekter. Bij Analong zijn de wervelbogen in de staart veel lager met ook een lager doornuitsteeksel zonder een duidelijke holte op de zijkant tussen de voorste en achterste richel. De bovenste buitenhoek van het opperarmbeen is afgerond in plaats van vierkant. De binnenhoek is ongeveer even groot in plaats van extra verbreed. De kop van het opperarmbeen is bij Analong veel breder. De buitenste onderste gewrichtsknobbel van de humerus is er in vergelijking met Chuanjiesaurus veel groter dan de binnenste. Analong heeft op de binnenzijde van de ellepijp een duidelijke verticale uitholling die bij Chuanjiesaurus ontbreekt. De dwarsdoorsnede van de ellepijp is rond in plaats van ovaal. Het ondervlak van de ellepijp is een langgerekte ovaal in plaats van een vierkant. De onderzijde van het spaakbeen is rechter dan de bovenzijde terwijl bij Chuanjiesaurus juist de onderzijde sterk naar binnen gekromd is. Het ondervlak ervan is naar buiten afgevlakt in plaats van schuin naar binnen gericht. Analong heeft op de bovenste binnenzijde van het spaakbeen een verheffing die naar binnen en achteren gericht is; die ontbreekt geheel bij Chuanjiesaurus. De achterste binnenrand van het spaakbeen toont onderaan een duidelijke verheffing die bij Chuanjiesaurus ontbreekt. De kop van het dijbeen is naar binnen gericht in plaats van meer naar boven. Een bult op de buitenste bovenkant van het dijbeen ontbreekt bij Analong.
De verschillen tussen beide taxa zouden ook het gevolg kunnen zijn van anagenese, ontogenese, individuele variatie of seksuele dimorfie. Deze mogelijkheden werden in 2020 niet behandeld.

### Skelet
De voorste en middelste halswervels zijn langgerekt maar niet extreem. De drie pleurocoelen per zijde zijn relatief ondiep. Op de onderzijde van de zijuitsteeksels van de voorste wervels  zijn de achterste richels zwak ontwikkeld.
De achterste ruggenwervels zijn vrij lang en smal. Ze hebben pleurocoelen. Hun wervelbogen zijn relatief kort. Hun doornuitsteeksels zijn verticaal gericht. Misschien is er een voorste dorsosacraal in het heiligbeen ingevangen zodat dit vijf sacrale wervels zou omvatten.
De eerste dertien staartwervels zijn procoel, hol van voren. Daarna zijn de wervels amficoel of amfiplat. De achterste condyle heeft 27% van de lengte van het wervellichaam. De staartwervels zijn verticaal afgeplat. Er zijn zwakke lengterichels op de onderhoeken, anders dan bij Chuanjiesaurus. De doornuitsteeksels staan schuin naar achteren en zijn vooraan staafvormig, meer naar achteren in de reeks plaatvormig wordend. De chevrons van de middelste wervels hebben een voorste en achterste uitsteeksel aan het onderste uiteinde.
De deltopectorale kam beslaat 46% van de lengte van het opperarmbeen. Onderaan zijn er twee duidelijke gewrichtsknobbels terwijl bij Chuanjiesaurus de onderzijde kegelvormig is. De ellepijp heeft 106% van de lengte van het spaakbeen. Opvallend is de smalle U-vorm van de voorste holte waar de kop van het spaakbeen in rust. Het zijwaartse coronoïde uitsteeksel is 10% langer dan het middelste uitsteeksel, de normale voorkant en beslaat 35% van de lengte van de schacht. Het ondereinde van de ellepijp is sterker verbreed, 26% van de lengte, dan bij Chuanjiesaurus waar de verbreding 17% bedraagt. Het spaakbeen heeft 64% van de lengte van het opperarmbeen. Bovenaan is het verbreed tot 24% van de totale lengte; bij Chuanjiesaurus bedraagt deze waarde 21%.
Het bovenvlak van het eerste middenhandsbeen, dat 30% heeft van de lengte van het spaakbeen, heeft een vrij basale vorm als een afgeronde driehoek, i.c. met de lange zijde aan de binnenkant. Het tweede middenhandsbeen is erg kort en heeft een vierkant dwarsprofiel. Het bovenvlak van het derde middenhandsbeen is bol en ovaal. Het vierde middenhandsbeen is het langst met 38% van de lengte van het spaakbeen. Het bovenvlak is een holle driehoek. Het vijfde middenhandsbeen heeft 31% van de lengte van het spaakbeen en een hol bovenvlak.
Bij het darmbeen maakt de onderzijde van het voorblad een haakse hoek met de schacht van het schaambeen. De onderzijde van het schaambeen heeft een breedte gelijk aan 40% van de lengte, terwijl dit bij andere mamenchisauriden onder de 30% ligt.

## Fylogenie
Analong werd in 2020 in de Mamenchisauridae geplaatst. Een cladistische analyse toonde een positie aan als de meest basale mamenchisauride terwijl Chuanjiesaurus weliswaar ook tot die groep behoorde, maar meer afgeleid stond als zustersoort van Mamenchisaurus, een reden temeer om beide taxa te onderscheiden.
Het volgende kladogram toont de positie in de evolutionaire stamboom volgens de studie uit 2020.
|  | Yuanmousaurus jiangyiensis                                                        |
|  |                                                                                   |
|  | \| \| Mamenchisaurus youngi \| \| \| \| \| \| Chuanjiesaurus anaensis \| \| \| \| |
|  |                                                                                   |
|  | Mamenchisaurus youngi                                                             |
|  |                                                                                   |
|  | Chuanjiesaurus anaensis                                                           |
|  |                                                                                   |

|  | Mamenchisaurus youngi   |
|  |                         |
|  | Chuanjiesaurus anaensis |
|  |                         |

|  | Yuanmousaurus jiangyiensis                                                        |
|  |                                                                                   |
|  | \| \| Mamenchisaurus youngi \| \| \| \| \| \| Chuanjiesaurus anaensis \| \| \| \| |
|  |                                                                                   |
|  | Mamenchisaurus youngi                                                             |
|  |                                                                                   |
|  | Chuanjiesaurus anaensis                                                           |
|  |                                                                                   |

|  | Mamenchisaurus youngi   |
|  |                         |
|  | Chuanjiesaurus anaensis |
|  |                         |

|  | Yuanmousaurus jiangyiensis                                                        |
|  |                                                                                   |
|  | \| \| Mamenchisaurus youngi \| \| \| \| \| \| Chuanjiesaurus anaensis \| \| \| \| |
|  |                                                                                   |
|  | Mamenchisaurus youngi                                                             |
|  |                                                                                   |
|  | Chuanjiesaurus anaensis                                                           |
|  |                                                                                   |

|  | Mamenchisaurus youngi   |
|  |                         |
|  | Chuanjiesaurus anaensis |
|  |                         |

|  | Yuanmousaurus jiangyiensis                                                        |
|  |                                                                                   |
|  | \| \| Mamenchisaurus youngi \| \| \| \| \| \| Chuanjiesaurus anaensis \| \| \| \| |
|  |                                                                                   |
|  | Mamenchisaurus youngi                                                             |
|  |                                                                                   |
|  | Chuanjiesaurus anaensis                                                           |
|  |                                                                                   |

|  | Mamenchisaurus youngi   |
|  |                         |
|  | Chuanjiesaurus anaensis |
|  |                         |